# 시불라

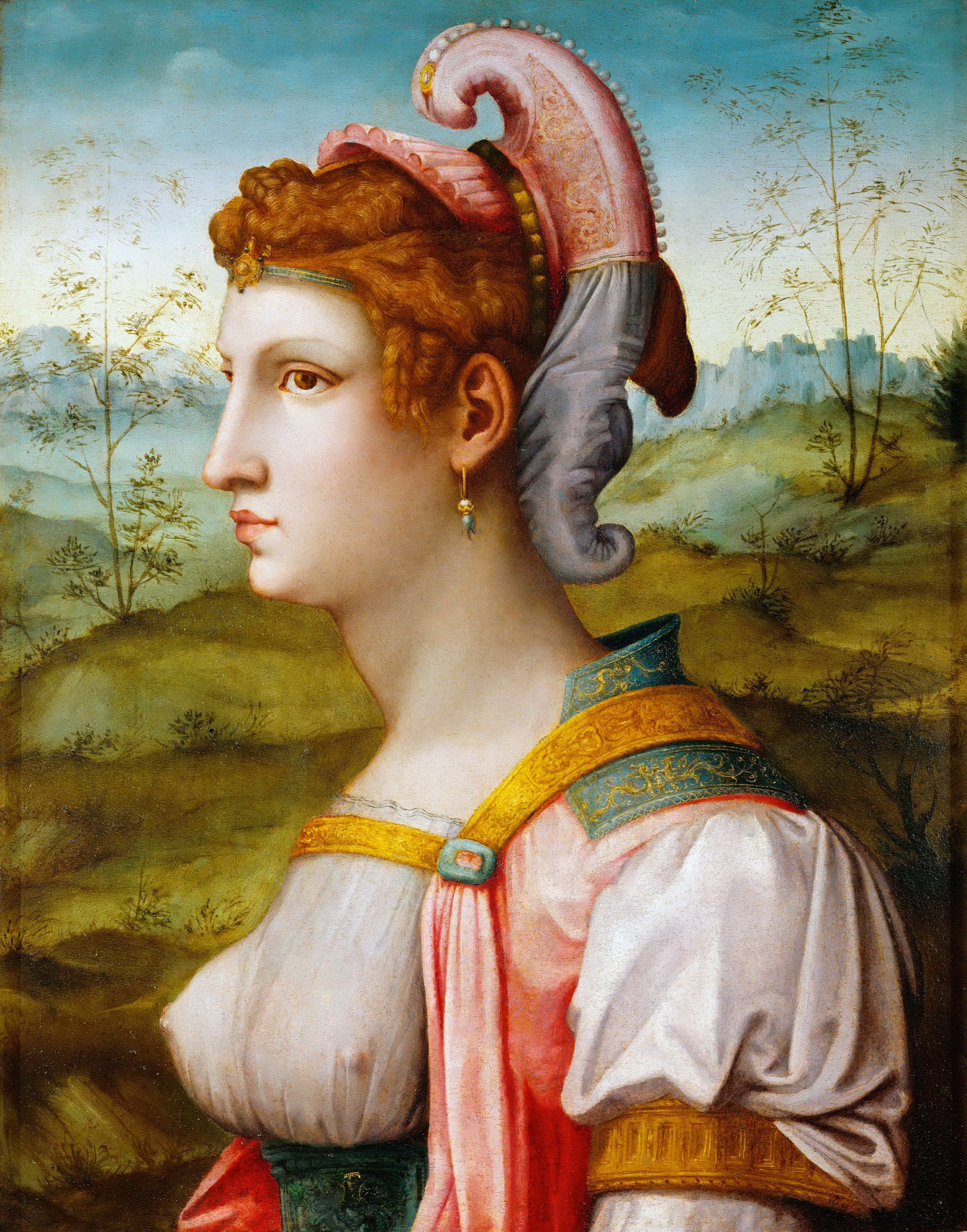
시불라 프란체스코 바치아카, 1525년

시불라(그리스어: σίβυλλα)는 주로 아폴론의 신탁을 받을 고대 지중해 세계의 예언자이다.

## 같이 보기
- 델포이 신탁